# Powiat Letenye
Powiat Letenye (węg. Letenyei járás) – jeden z sześciu powiatów komitatu Zala na Węgrzech. Siedzibą władz jest miasto Letenye.

## Miejscowości powiatu Letenye
- Letenye – siedziba władz powiatu
- Bánokszentgyörgy
- Bázakerettye
- Becsehely
- Borsfa
- Bucsuta
- Csörnyeföld
- Kerkaszentkirály
- Kiscsehi
- Kistolmács
- Lasztonya
- Lispeszentadorján
- Maróc
- Molnári
- Murarátka
- Muraszemenye
- Oltárc
- Petrivente
- Pusztamagyaród
- Semjénháza
- Szentliszló
- Szentmargitfalva
- Tótszentmárton
- Tótszerdahely
- Valkonya
- Várfölde
- Zajk[2]